# 辛鑫
辛鑫（1996年11月6日—），山东济南人，中国游泳运动员。

## 生平
2002年，辛鑫进入济南皇亭体育小学開始学习游泳。她的启蒙教练是周璟，随后师从高洪祝至今。
2011年，辛鑫在南昌举行的城市运动会上崭露头角，随后入选省游泳队。
2012年4月，辛鑫在浙江绍兴举行的2012年全国游泳冠军赛暨伦敦奥运选拔赛女子400米自由泳决赛中，以0.05秒之差惜败东道主邵依雯，夺得亚军；但之後在800米自由泳决赛中力压众多高手，以8分22秒76的成绩夺冠，这两项比赛的成绩都达到了奥运A标。
2012年7月，辛鑫代表中国出戰英國倫敦舉行的奥林匹克运动会游泳比賽女子800米自由泳賽事。
2016年8月15日，她在里约奥运会女子公开水域10公里游泳比赛中以1小时57分14秒4排名第四位，创造中国该项目的历史最佳成绩。
2019年7月14日，她於2019年世界游泳錦標賽女子10公里公開水域比賽上奪下冠軍，成為首位獲得世界游泳錦標賽公開水域賽事冠軍的中國運動員。2021年7月，她随中国游泳队参加2020东京奥运会。